# 希爾頓雅典
希爾頓雅典（Hilton Athens）是希臘首都雅典的一座酒店，修建於1958年至1963年，開業於1963年。這座酒店在2022年1月歇業，並將在經過改裝後於2024年以Conrad Athens的名稱開業。

## 外部連結
- Official website （页面存档备份，存于）